# Culicoides crassus
Culicoides crassus är en tvåvingeart som beskrevs av Tokunaga 1962. Culicoides crassus ingår i släktet Culicoides och familjen svidknott. Inga underarter finns listade i Catalogue of Life.